# C・F・セオドア・スタインウェイ
クリスティアン・フリードリッヒ・テオドール・シュタインヴェーク（Christian Friedrich Theodor Steinweg）英語名C・F・セオドア・スタインウェイ（C.F. Theodore Steinway、1825年11月6日ゼーゼン生、1889年3月26日ブラウンシュヴァイク没）は、ドイツとアメリカ合衆国で活動したピアノ製作者である。著名なピアノ製作者でピアノメーカー創業者ヘンリー・E・スタインウェイの長男。

## 生涯

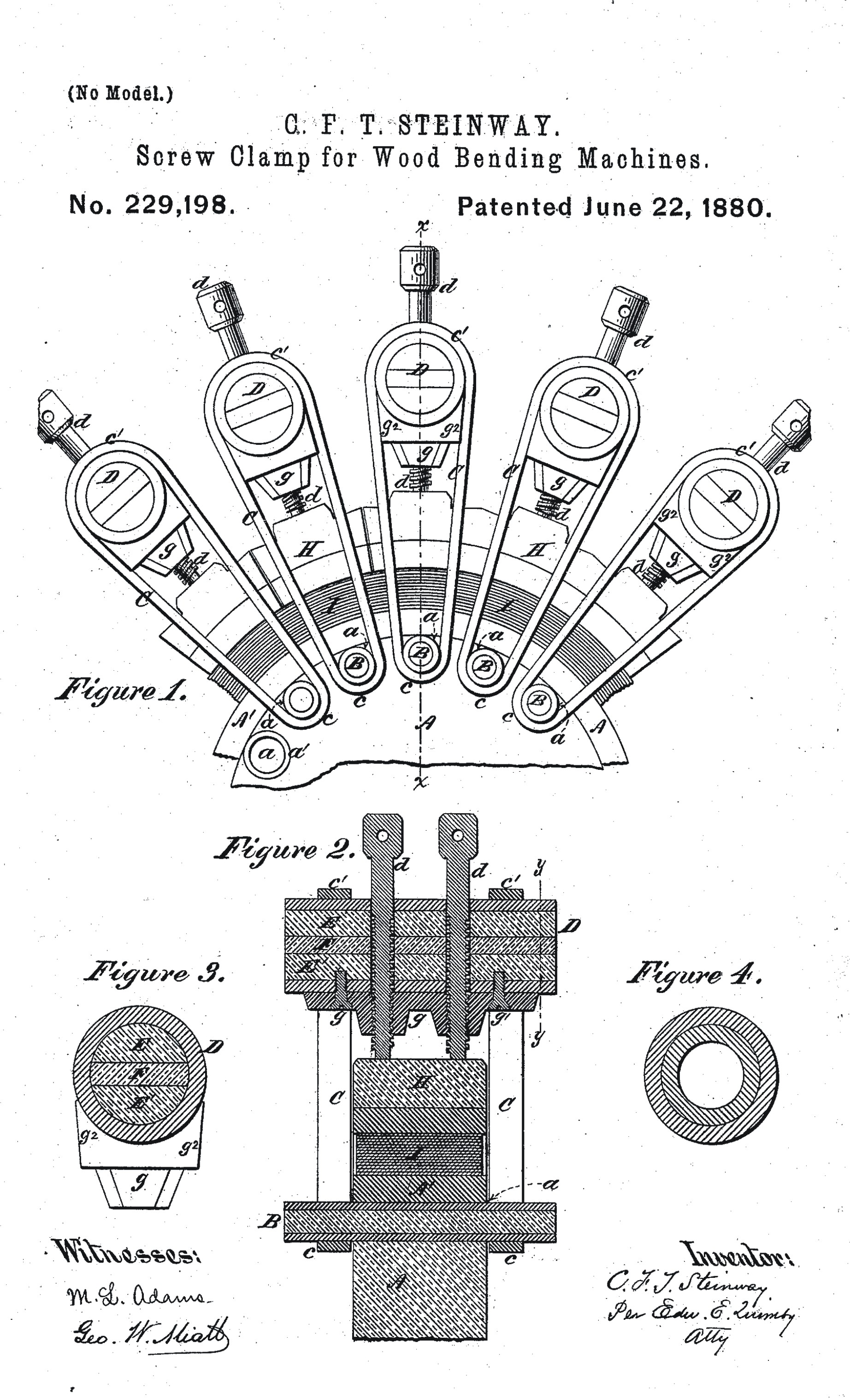
C・F・セオドア・スタインウェイが特許を取得したリム・ベンディング・ブロック

両親と兄弟姉妹がアメリカ合衆国ニューヨーク市へ移住した1850年、テオドール・シュタインヴェークは25歳であった。父のヘンリー・E・スタインウェイが1835年に設立したハルツ山地に近いゼーゼンに所在したピアノ工場はテオドールの名前に移された。その後すぐに工場はヴォルフェンビュッテルへ移転された。1858年、サンクトペテルブルクでのピアノ製造の経験とある程度の資本を有していたピアノ製作者フリードリッヒ・グロトリアンが共同事業者となった。生産はブラウンシュヴァイクに隣接する都市へ移された。
C・F・テオドール・シュタインヴェークはピアノ製造における革新についての多くの特許を保有し、米国の家族と意見を交換することでさらに幾つかの革新がもたらされた。1865年、テオドールはブラウンシュヴァイクでの事業の株式をヴィルヘルム・グロトリアンらへ売却し、会社は「Grotrian, Helfferich, Schulz, Th. Steinweg Nachf.」（テオドール・シュタインヴェークの後継者、グロトリアン、ヘルッフェリヒ、シュルツ）に改名された。弟のヘンリー・スタインウェイJr. とチャールズ・G・スタインウェイが1865年に死去した後、C・F・テオドール・シュタインヴェークはニューヨークの家族の下へ渡り、米国では「セオドア・スタインウェイ」（Theodore Steinway）と名乗った。1880年、晩年を過ごすためにブラウンシュヴァイクへと戻り、楽器の収集物をブラウンシュヴァイク市の博物館へと遺贈した。

## スタインウェイ・アンド・サンズへの影響
1866年、C・F・セオドア・スタインウェイはフランス・ナンシーのマンジョ兄弟との共同事業を始めた。マンジョ兄弟は1860年代末の数年間、ニューヨーク市のスタインウェイ・アンド・サンズからハープと響板を輸入し、それらを自分達のピアノキャビネットに組込み、主にフランスとイングランドにおいて「Mangeot-Steinway」（マンジョ＝スタインウェイ）のブランド名の下で販売した。この提携はスタインウェイの保管資料には記載されていない。
1871年の父ヘンリー・E・スタインウェイの死に際して、C・F・セオドア・ スタインウェイと弟のウィリアム・スタインウェイがスタインウェイ・アンド・サンズの経営を引き継いだ。スタインウェイ・ピアノがロンドン、パリ（1867年）、フィラデルフィア（1876年）での万国博覧会で金メダルを獲得した後、C・F・セオドア・スタインウェイとウィリアム・スタインウェイは関税と輸送費を抑えると共に、高度に洗練されたドイツのピアノ製造産業との繋がりを維持するため、ヨーロッパ工場の計画を始めた。船舶輸送の利便性のため、彼らはドイツの主要港湾都市ハンブルクに場所を決め、1880年に新たなスタインウェイ・アンド・サンズの工場を開業した。ハンブルク工場はニューヨークを拠点としたスタインウェイ・アンド・サンズ社のその他の共同経営者とは離れて、C ・F・セオドア・スタインウェイとウィリアム・スタインウェイだけが所有する独立事業単位であった。
C・F・セオドア・スタインウェイは2人の弟が死去した後の一族の事業を支えるという父の希望に従った。C・F・セオドア・スタインウェイは生涯スタインウェイ・アンド・サンズの最高技術者で、1865年から1889年までは会社の最高経営責任者を務めたが、アメリカ合衆国での生活を好きになることはなく、ドイツでの暮らしを好んだ。1880年、最初は新しいハンブルク工場を開始するためにドイツへと戻り、その後は再びブラウンシュヴァイクに住んだ。長男として、C・F・セオドア・スタインウェイはかなり年下の弟のウィリアム・スタインウェイに対して有無を言わせない助言を与えることがしばしばあった。

## ピアノの進歩への影響
C・F・セオドア・スタインウェイはピアノの歴史上最も革新的な発明家・特許権者の一人であった。45を超える特許が彼の開発作業から生まれている。最も重要な進歩は、新たに発明された管状フレーム（正確で簡単なネジ止めを可能とするように内部に木材が圧入された真鍮製の管で作られる）に適した単一鍵機構であると考えられる。特許は1871年にスタインウェイ社のために取得された。20世紀の始めにウィーン式アクションが姿を消して以降、全てのグランドピアノは、C・F・セオドア・スタインウェイと弟達によって主に開発された単一鍵動作原理を用いて作られている。このシステムによって、隣接する鍵を乱したり、欠陥のない部品を分解することなく、欠陥がある単一の鍵のハンマーやウィペンの交換が可能である。また、部品の再取り付けを高精度で行うことができる一方で、他方では動作状態を仕上げるための調整を極めて単純に行うことができる。特別に設計された真鍮製管上のハンマーおよびウィペンの正確な振る舞いは今日でもスタインウェイのグランドピアノ機構の根幹の一つであり、1871年以降変更されていない。セオドアの鍵となる革新は、木材が圧入された強い金属固定具を使用したことであった。これらは頼りになる木ねじの使用の継続を可能にしたが、より高い正確性と安定性をもたらした。
次に最も重要な革新は1880年のC・F・セオドア・スタインウェイのリム・ベンディング・ブロック特許であった。これは今でも全世界の全てのグランドピアノで使われている。長く薄く挽かれた木材は互いに糊付けされ、翼型の固定具にネジ式プレス機を使って固定される。グランドピアノのケース製作のそれ以前の手法ははるかに費用と時間がかかった。この手法は木製のへり部品と蒸気によってS字に曲げられた右手側の壁材の組み合わせが要求された。蒸気による曲げ加工は非常に経験豊かな職工を必要とし、曲げられた部品のかなりの割り合いをはねなければならなかった。したがって、木製薄板を糊で貼り合わせるC・F・セオドア・スタインウェイの発明は非常に経済的であった。これは、何年もかけて高い費用で乾燥させた木材の損失を少なくし、より短時間でより多くのピアノのケースの製造を可能にした。
C・F・セオドア・スタインウェイはヨーロッパから、大西洋を挟んだ米国のスタインウェイ兄弟と頻繁に手紙や後には電報のやり取りをした。より優れた、より安い、より信頼できるピアノ製造のための考えの交換は、1860年から1885年までのピアノの進歩の最終局面および数多くの米国特許へとつながった。ドイツのC・F・セオドア・スタインウェイからの手紙とスケッチを携えて、弟達はしばしば米国の特許局へ出願し、これらのアイデアの保護を受けた。いくつかのさらなる特許は、C・F・セオドア・スタインウェイの名前とは直接つながっていないにもかかわらず、彼の仕事と着想に由来する。

### 英語
- Susan Goldenberg, Steinway - From Glory to Controversy - The Family - The Business - The Piano, Mosaic Press, Oakville, Ontario, 1996, ISBN 0-88962-607-3
- Richard K. Lieberman, Steinway & Sons, ISBN 0-300-06364-4, Yale University Press, 1995
- Ronald V. Ratcliffe, Steinway, Chronicle Books, San Francisco, 1989, ISBN 0-87701-592-9
- Theodore E. Steinway, Steinway, People and Pianos - A Pictorial History of Steinway & Sons, Classical Music Today, 2005, Amadeus Press, Newark, New Jersey, ISBN 1-57467-112-X

### ドイツ語
- Horst-Rüdiger Jarck and Gerhard Schildt (editors): Braunschweigische Landesgeschichte. Jahrtausendrückblick einer Region. Brunswick 2000
- Richard K. Lieberman: Steinway & Sons. Eine Familiengeschichte um Macht und Musik. Kindler, München 1996, ISBN 3-463-40288-2
- Ronald V. Ratcliffe: Steinway & Sons. Propyläen-Verlag, Frankfurt am Main (u.a.) 1992, ISBN 3-549-07192-2
- Dirk Stroschein: Von Steinweg zu Steinway. Eine deutsch-amerikanische Familiensaga (Hörbuch auf Audio-CD). ISBN 3-455-32013-9